# Божко, Евфим Назарович
Евфи́м (Ефи́м) Наза́рович Божко́ (1893—1919) — офицер военного времени (подпоручик) Русской императорской армии, в 1918 году — сотник армии Украинской державы; с ноября 1918 — повстанческий атаман, командир иррегулярного добровольческого формирования (полка) «Запорожская Сечь», которое возникло во время антинемецкого и антигетманского восстания на землях бывшей Самарской паланки и действовало на стороне Директории УНР, затем — офицер армии УНР, с мая 1919 — командир 2-й пехотной дивизии Запорожского корпуса армии УНР.

## Биография
Уроженец Черниговской губернии, имел среднее образование.

### Служба в Русской императорской армии
В 1914 году, в начале Первой мировой войны, был призван в армию на действительную военную службу. Начальную военную подготовку прошёл в запасном батальоне, затем с 1 декабря 1914 был командирован в Иркутское военное училище, ускоренный курс которого закончил к 1 мая 1915 года с производством из юнкеров в прапорщики со старшинством с 01.04.1915 и с зачислением по армейской пехоте (2-е дополнение к ВП от 01.05.1915).
Участник Первой мировой войны. Со второй половины 1915 и в 1916 году — прапорщик 31-го пехотного Алексеевского полка. Принимал участие в боевых действиях. За отличия «в делах против неприятеля» награждён орденом Святой Анны IV степени с надписью «За храбрость» (утв. ВП от 25.01.1916). В октябре 1916 года лечился в московском лазарете от ревматизма.
В августе 1916 года произведен в подпоручики (со старшинством с 09.02.1916). После февральской революции 1917 года принял участие в украинизации частей бывшей «царской» армии.

### Служба в украинской армии
В ноябре 1917 года в составе украинского полка имени Костя Гордиенко прибыл из Западного фронта в Киев, в распоряжение Центральной Рады.
Участник Гражданской войны на Украине. 
В январе-феврале 1918 принимал участие в боях с красногвардейскими формированиями под Киевом.
Весной 1918 года в составе пулемётной команды полка им. К. Гордиенко освобождал Крым и побережье Чёрного моря от большевиков.
Во время Гетманата в чине сотника служил в Екатеринославе начальником охраны железнодорожного узла Екатеринослав—Синельниково. Установил тесные контакты с украинской общиной города, членами «вольного казачества».
Во время антигетманского восстания Ефим Божко поддержал Директорию. На базе своей железнодорожной охранной сотни, на землях бывшей Самарской паланки Войска Запорожского (в Новомосковском уезде Екатеринославской губернии), создал и возглавил повстанческое добровольческое формирование — вначале батальон (курень), затем полк трёх-батальонного состава с конной сотней и артиллерийской батареей численностью около 1 тыс. человек, получившее название «Запорожская Сечь». Формирование Божко стало широко известным, когда вошло в состав армии УНР и успешно боролось на различных участках фронта, отличаясь высокой воинской дисциплиной и боеспособностью.
С конца декабря 1918 года казаки атамана Божко принимали участие в боях с махновскими и большевистскими войсками за Екатеринослав. В начале 1919 года для набора казаков Божко напечатал в рождественском номере местной газеты «Республиканец» объявление:

Формируется Запорожская Сечь на исторических фундаментах, казаки принимаются только сознательные украинцы, которые желают и мечтают о самостоятельности украинской республики и отдадут всю свою жизнь на защиту родного края и обездоленного и закованного в цепи народа. Казаки должны быть твёрдого разумного поведения. Полковник Божко.

После перехода атамана Григорьева на сторону Правительства УССР, «Запорожская Сечь» отступила на запад и в марте 1919 года дислоцировалась в уездном городе Балта, разоружая по окрестным сёлам «красных» повстанцев, поддерживавших атамана Григорьева.
В апреле 1919, в составе группы войск атамана Волоха, «Запорожская сечь» отошла на территорию Бессарабии, оккупированную румынскими войсками, оттуда была передислоцирована в Галицию, на территорию ЗУНР.
В мае 1919, в Залещиках, «Запорожская сечь» была переформирована в регулярную часть армии УНР, с 15.05.1919 переименована во 2-ю пехотную дивизию Запорожской группы войск и, под командованием Ефима Божко, направлена на фронт борьбы с Красной армией РСФСР.

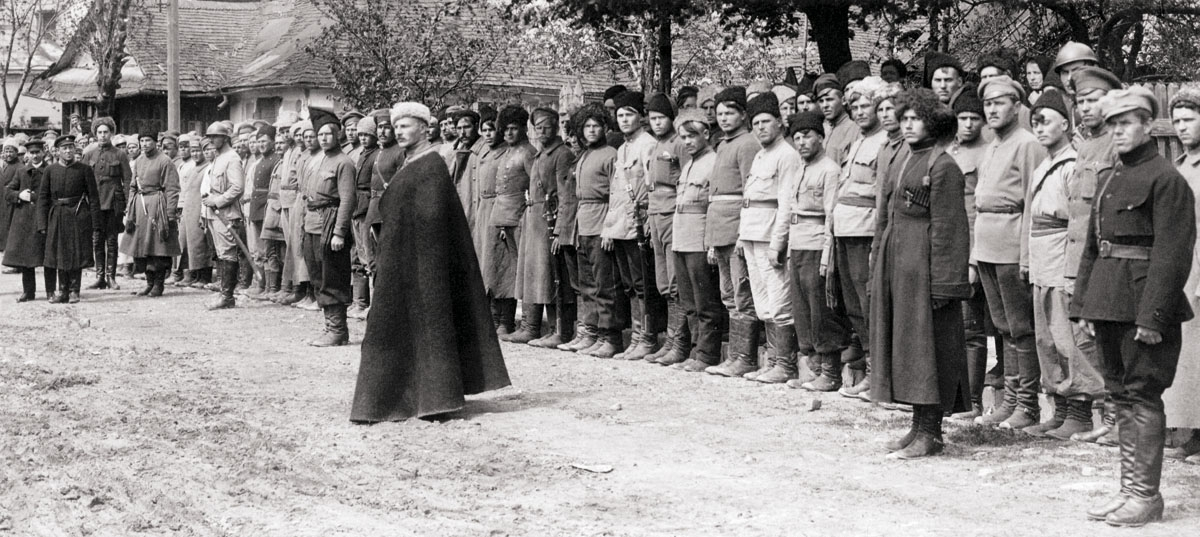
Главный атаман Семён Петлюра инспектирует «Новую Запорожскую Сечь» (май 1919, Залещики). Ефим Божко — в левом углу снимка, второй справа от Петлюры.

Летом 1919 года, во время наступления на Киев, «Новая Запорожская Сечь» участвовала в захвате Волковыска, Проскурова, Жмеринки, Бара, отличившись активностью и храбростью. На фронтах гражданской войны Божко был дважды ранен. Был сторонником возрождения традиций Запорожской Сечи в подразделениях Армии УНР. В подчинённых ему войсках, с целью укрепления патриотизма, воинской дисциплины, повышения боеспособности, активно велась пропаганда героики Запорожского казачества.
В июле 1919 Ефим Божко, за невыполнение приказов командования, Главкомом армии УНР Василием Тютюнником был отстранён от должности начальника дивизии, однако отказался подчиниться приказу; при попытке ареста оказал сопротивление и был ранен, потеряв глаз. После выздоровления приказом Семёна Петлюры был восстановлен в должности.
Украинский историк Павел Гай-Нижник утверждает, что Ефим Божко совместно с атаманами Данченко и Волохом конфисковали остатки государственной казны у Главного атамана Петлюры, отправлявшегося в эмиграцию в Польшу, с целью обеспечения содержания своих подразделений, остававшихся в Украине. Однако ему возражает украинский историк Роман Коваль, ссылаясь на показания чиновника УНР Андрея Бондаренко: якобы остатки казны присвоил атаман Данченко, начальник 1-й Запорожской дивизии.
В начале декабря 1919, после поражения армии УНР и эмиграции Правительства УНР в Польшу, 
Ефим Божко присоединился к Гайдамацкой бригаде Волоха, объявившего о переходе бригады на сторону Красной армии (бригада дислоцировалась в селе Красносёлка Житомирского уезда).
Погиб в декабре 1919 при невыясненных обстоятельствах. Согласно официальной версии, был случайно застрелен своим ординарцем при чистке оружия. Похоронен в селе Красносёлка (ныне — Житомирская область, Украина).